# Francesc I de Navarra
Francesc I de Navarra (?, 1467 - Pau, 1483), també conegut com a Francesc Febus, va ser rei de Navarra (1479-1483) i comte de Foix i de Bigorra, vescomte de Bearn i de Castellbò i copríncep d'Andorra (1471 i 1483).

## Orígens familiars
Fill del vescomte de Castellbò i príncep de Viana Gastó de Foix i la seva esposa, Magdalena de França. Va succeir al seu avi Gastó IV de Foix i XI de Bearn al comtat de Foix i a la seva àvia Elionor I de Navarra al tron del Regne de Navarra.

## Ascens al tron de Navarra
El 12 de febrer de 1479, a la mort de la seva àvia Elionor de Navarra, després d'un breu regnat de 24 dies, Francesc va heretar la corona navarresa. Francesc Febus tenia preferència com a fill de Gastó de Castellbò, fill gran d'Elionor, passant per davant del fill segon d'Elionor, Joan de Foix, vescomte de Narbona i comte d'Etampes i Pardiac, en virtut del testament matern fet el 10 de febrer de 1479. Com que només tenia 12 anys va restar sota tutela de la seva mare Magdalena, germana de Lluís XI de França. La regència de Magdalena va durar tres anys.
Navarra estava dividida en dos partits: els beaumontesos i els agramontesos, els primers partidaris d'Elionor i Francesc i els altres partidaris de la protecció de Ferran el Catòlic. Pere, germà de Gastó III de Castellbò i, per tant, oncle de Francesc que fou bisbe a Gwened a Bretanya i arquebisbe d'Arlés, va fer de mediador i va restablir la pau. Francesc fou coronat el 3 de novembre de 1481 a Pamplona. Però va morir a Pau el 29 de gener de 1483, poc més d'un any després, als 16 anys, sense haver arribat a governar tres anys.
La seva mort probablement fou conseqüència d'un enverinament. Fou enterrat a Lescar. L'herència va recaure en la seva germana Caterina I de Navarra.